# Пригоди Кронка
«Пригоди Кронка» (англ. The Kronk's New Groove) — мультфільм, створений студією Уолт Дісней у 2005 році. Прем'єра відбулася в США 29 листопада 2005 року. Мультфільм є сиквелом першої частини «Пригоди імператора».

## Сюжет
Дія фільму розгортається через рік після подій попереднього. Кронк, колишній слуга Ізми, почав нове щасливе життя в якості шеф-кухаря і головного рознощика в закусочній. Але одного разу він отримує лама-граму, згідно з якою його батько, Татусь, прибуває відвідати його. Останній розраховує, що у Кронка є власний будинок на пагорбі і власна сім'я. Кронк в сум'ятті від жахливої новини. Він розповідає Марті, власниці закусочної, чому новина жахлива. У його батька дуже жорсткий і строгий характер.
З самого дитинства Татусь не поважав Кронка, а рішуче засуджував його захоплення кулінарією і спілкування з тваринами. І говорив, що, якщо його син буде займатися дурницями, толку з нього не вийде. За що б Кронк не брався, батькові це завжди не подобалося. Найбільше Кронк мріє почути від батька похвалу і побачити його схвальний жест у вигляді піднятого великого пальця. Кронк розповідає Марті дві історії про те, що сталося з ним до цього. У першій з них розповідається про те, як Кронк знайшов будинок на пагорбі і втратив його.
Одного разу, коли Кронк розносив страви по домівках, він відвідав будинок для літніх людей. Руді та інші люди похилого віку дали йому чайові, щоб одного разу йому вдалося накопичити на власний будинок і отримати батьківську похвалу. Незабаром Кронк зустрічає Ізму, якій вдалося повернути собі людську подобу, проте зі збереженням котячого хвоста. Вона робить йому ділову пропозицію: він розтиражує її новий винахід — еліксир молодості (предмет загальних мрій), збере свою частку з продажу і накопичить достатньо коштів на будинок. Кронк погоджується, і незабаром люди похилого віку пропонують продати йому свій будинок, щоб закупити собі ще більше еліксиру.
Кронк відбудовує собі новий особняк — з басейном, майданчиком для гольфу, мініатюрною залізницею з оладками і прибудованим місцем для батька. Він пише листа останньому і запрошує його в свій новий будинок. Несподівано до Кронка приходить Руді, але він не зовсім одягнений, так як продав все, що мав, і навіть свій одяг. Він просить Кронка позичити ще грошей на еліксир. Кронк зауважує, що Руді зовсім не помолодшав, і розуміє, що еліксир молодості виявився фальшивкою. Вони йдуть до народу, який вже готовий обрати Ізму новою імператрицею, щоб розповісти правду про шахрайство. Люди похилого віку усвідомлюють, що і справді не змінилися, і народ скандує: «Геть Ізму!»
Після короткотривалого переслідування люди похилого віку заганяють Ізму на край моста і тут дивуються, що, незважаючи на вік, все ще зберегли сили, щоб наздогнати її. Ізма випиває зілля, після якого перетворюється в милого кролика. Її тут же хапає кондор і забирає в своє гніздо. Старі вирішують повернутися в притулок для безхатьків, оскільки свій будинок продали Кронку.  Кронк вирішує вчинити по совісті — віддає свій особняк старим і упускає можливість отримати батьківську похвалу.
У другій історії розповідається про те, як Кронк почав стосунки зі своєю коханою і як ці стосунки раптово закінчилися. Будучи вожатим своєї дитячої команди скаутів, Кронк з командою прямував на щорічні змагання «бурундуків». Там він зустрічає пані Пернатль, вожату суперницької команди, і вони закохуються один в одного.
Однак незабаром жага спортивної перемоги бере гору, і між ними розгорається суперництво. Обидві команди долають етапи змагань зі змінним успіхом, і до останнього етапу встановлюється нічия. Надихаючи свої команди напередодні фіналу, вожаті наставляють: Пернатль — «головне — тренінг», а Кронк — «перемога за всяку ціну». Малюк Тібо з команди Кронка вирішує, що для перемоги за всяку ціну можна і потрібно сшахрувати. У команд стан апатії, і вожаті вирішують підняти їм настрій, приготувавши булочки з родзинками.
На кухні у вожатих спалахує конфлікт через яйця і родзинки, які не були поділені. Випустивши пар, обидва вирішують, що їх непоступливість зайшла занадто далеко, і примиряються. Кронк пише Татусю лист, що нарешті знайшов дівчину своєї мрії. Вранці вожаті оголошують командам умови: майбутня боротьба повинна бути чесною і справедливою, щоб було веселіше. Тібо не почув цього, так як в цей момент десь будував свій шахрайський план. Фінальний етап — акробатичний виступ. Після виступу команди Кронка Тібо додає коростяний порошок в тальк другої команди.
В результаті команда Пернатль в самий розпал виступу відчуває свербіж, і виступ зривається. Тібо залишив після себе докази, і Пернатль піддає його догані і докорів. Перед Кронком знову виникла дилема: не втручатися і приректи Тібо на ярлик «шахрая», або захистити його ціною своєї репутації. Кронк знову поступає по совісті — пояснює, що він вчив команду «перемозі за всяку ціну», і Тібо витлумачив це по-своєму. Пернатль вирішила, що Кронку більше не можна довіряти і наказала йому забути про неї.
Вислухавши обидві розповіді, Марта втішає Кронка і пояснює йому, що він вчинив правильно. І ось тепер Кронк побоюється, що коли Татусь приїде і побачить реальне становище, то обрушить на Кронка всю повноту свого докору, презирства і відчуження. Він просить Пачу здати йому «в оренду» будинок, дружину і дітей на час, поки Татусь побуде з ним. Тібо відчуває провину перед Кронком і кидає клич про допомогу У закусочній з'являється Татусь і з перших хвилин виявляє свій суворий характер.
Чича, дружина Пачі, бачить це і, хоча до того заперечувала проти «оренди», вирішує підіграти. Вона представляється дружиною Кронка і показує свій будинок і дітей як Кронкові. Татусь вирішує, що з сина нарешті вийшов толк, і вже приготувався зробити жест піднятого великого пальця, як раптово з'явився Пача, переодягнений в жіночий одяг. Кронк представляє його як свою тещу. На поклик Тібо про допомогу відгукнувся Руді, а також усі старі, колишні секретарки Кронка, діти-скаути і сам імператор Куско. Вони прибули в дитячих і жіночих прикидах, ще більше вводячи Татуся в оману. В кінці цієї метушні у Кронка вибухає казанок з сиром, заготовлений в поспіху. Татусь зажадав пояснень.
Кронк зізнається, що у нього немає ні дружини, ні будинка, ні дітей, і що він звичайний кухар і рознощик. Друзі заступаються за Кронка, і він усвідомлює, що їх ні на що не проміняє, і навіть на батьківську похвалу. Хоча він і виглядає в очах батька невдахою, з друзями у нього є все. Батько робить довгоочікуваний схвальний жест і заявляє, що пишається сином. Повернувся Тібо, він приводить з собою Пернатль, і вона возз'єднується з Кронком після довгої розлуки. Татусь благословляє їх союз, і вони одружуються і знаходять собі будинок.